# Emma Gounot
Emma Gounot née le 26 février 1917 à Lyon 6e, et morte le 10 février 2017 à Lyon 4e, est une avocate, professeure de droit, une femme engagée dans le milieu des catholiques sociaux et dans le monde universitaire, juridique et associatif. Sur les questions relatives à la famille et à la protection de l’enfance, elle promeut un dialogue et met en place une approche pluridisciplinaire au sein de l’université et de différentes associations.

## Biographie
Emma Gounot nait le 26 février 1917, au no 45 cours Morant à Lyon 6. Elle est l’aînée des onze enfants d’Emmanuel Gounot et d’Anna Pey. Son père, juriste français spécialiste du droit de la famille, est une figure lyonnaise du catholicisme social.
En 1936, alors âgée de 19 ans et étudiante en droit, elle accompagne son père qui participe aux Semaines sociales de France.
En 1939, son père est mobilisé, elle reprend alors la charge des cours qu’il donne à la faculté catholique de droit de Lyon où elle devient la première femme professeur de droit. Elle a alors 22 ans.
Avocate au barreau de Lyon, elle défend des Résistants, pendant la guerre, notamment lors du procès de 1942, des journalistes de Combat et de Témoignage chrétien dont Emmanuel Mounier. Pendant la Guerre d’Algérie, elle assure la défense de membres du FLN
À l’âge de 36 ans, elle est la première femme secrétaire générale des Semaines sociales. Elle occupe cette fonction de 1953 à 1972.
Elle fonde en 1974 l’Institut des sciences de la famille (ISF), au sein de l’université catholique de Lyon.  Pour comprendre la question de la famille dans une époque où la société évolue, il lui apparait nécessaire de travailler sur la formation et la recherche avec des juristes, des sociologues, des psychologues, des philosophes de façon pluridisciplinaire. Le président est Joseph Folliet.
Elle exerce comme professeur jusqu’en 1984. Elle a été élue Doyenne de la faculté de droit à l'université catholique de Lyon (UCLy). 
De 1974 à 1994, elle prend la suite de son père, comme présidente de l’Association départementale du Rhône pour la Sauvegarde de l’enfance et de l’adolescence (ARSEA).  Celui-ci était le président depuis la création en 1943. En 1995, dans ce cadre-là, elle contribue au Groupe de Réflexion Éthico-Juridique GREJ. 
Elle meurt chez elle le 10 février 2017, alors qu’elle s’apprêtait à fêter ses 100 ans.

### Entretien avec Emma Gounot
- Film d’entretien réalisé avec Emma Gounot, «Libre traversée d’un siècle»[8].